# Djebel Hammimat
Le Djebel Hammimat, appelé aussi "Djebel d'Hammimat el Gueblia", est une région de moyenne montagne située en Algérie près d'Oum El Bouaghi (ex-Canrobert) a 90 kilomètres au sud-est de Constantine et 60 kilomètres au sud de Guelma. La montagne a aussi donné son nom à l'oued Hammimat.

## Localisation
La commune la plus proche du Djebel Hammimat est celle d'Aïn Babouche, à 5 km, dans la division administrative de l'Oued Bou Atmane. Le Djebel Hammimat et le Djebel Semza, tout proche, sont reliés par un col qui donne ensuite naissance à un petit vallon.
La mine est aussi toute proche de la montagne de Sidi Rgheis, qui abritait elle un gîte de cuivre, sur la route reliant Constantine à Tebessa. Le secteur contient aussi des mines de plomb et métaux connexes, cédées dans les années 1920 en concession à la société anonyme des mines de Boulliaf.

## Profil du gisement
Le Djebel Hammimat abritait le plus important gisement d'antimoine d'Algérie au XIXe siècle, cédé en concession, qui se composait d'oxyde d'antimoine blanc, vitreux, dans une roche marneuse sur près de 2 kilomètres de longueur. Un second gisement d'antimoine était localisé à quelques kilomètres, au Djebel es Sennsa, appelé aussi "Djebel Senza" ou "Djebel-Sensa" avant les accords d'Évian, lorsque le village d'Aïn Babouche était dénommé "Aïn-Bel-bouck".
Les mines du Djebel Hammimat ont produit jusqu'à environ 3 000 tonnes de sénarmontite, un acide antimonieux cristallisé sous forme d'octaèdres et de petits cubes, découvert par Henri Hureau de Senarmont (1808-1862). Schématiquement, la gamme des gisements d'antimoine de la région de Guelma-Constantine en Algérie comporte de la sénarmontite au Djebel Hammimat, de la valentinite au Djebel Senza tout proche, de la stibine au Djebel Taya, de la nadorite dans la Mine du Nador N'Baïls, au Djebel Nador, et de la cervantite à Aïn Kerma, devenu Messaoud Boudjriou.
Le gisement d'antimoine du Djebel Hammimat est repris vers 1911 par la Société des Mines de Rarbou et Sakamody, soutenue financièrement par la banque Beer, Sondheimer et Cie, basée à Francfort. Pendant la guerre, ce lien avec les Allemands et l'épuisement du gisement fait qu'on met sous séquestre la mine.

## Histoire
L’affleurement, qui ne présentait d'abord que de petits cristaux a la surface, s'est ensuite amélioré en profondeur. Dès 1862, l'extraction représente 1 090 tonnes d'antimoine par an. Le minerai oxydé de la mine d'Hammimat s'est vendu en moyenne 300 francs la tonne, de 1876 à 1880. En France, la production a été principalement employée a la fabrication du blanc d'antimoine.
En 1880 est décidée la création de la "Société anonyme des Mines d'Hamimate". À l'époque, il n'existe que deux mines d'oxyde d'antimoine dans le monde en état d'exploitation sérieuse : une en Australie, et celle du Djebel Hammimat en Algérie. Cette dernière a été temporairement abandonnée en 1897. Une relance de l'extraction a été tentée en 1903 et 1904 mais les résultats ont été peu satisfaisants. Elle a ensuite été reprise par une société allemande, dont les biens sont mis sous séquestre à l'issue de la Première Guerre mondiale. Ils ont été attribués ensuite à la Compagnie des mines de La Lucette, qui a repris l'extraction et l'a développée.